# روبرت ويليام ديفيس
روبرت ويليام ديفيس (بالإنجليزية: Robert William Davis) هو سياسي أمريكي، ولد في 31 يوليو 1932 في ماركيت في الولايات المتحدة، وتوفي في 16 أكتوبر 2009 في مقاطعة أرلنغتون في الولايات المتحدة بسبب اعتلال الكلية. حزبياً، نشط في الحزب الجمهوري.

## مناصب
- في انتخابات مجلس النواب الأمريكي 1990 [الإنجليزية]‏، انتخب عضو مجلس النواب الأمريكي عن دائرة Michigan's 11th congressional district [الإنجليزية]‏ وقد انضم خلال فترته النيابية [الإنجليزية]‏ (3 يناير 1991 – 3 يناير 1993)  للكتلة البرلمانية الحزب الجمهوري.
- انتخب عضو مجلس ولاية ميشيغان.
- انتخب عضو مجلس نواب ميشيغان  [لغات أخرى]‏.
- انتخب عضو مجلس النواب الأمريكي.